# Милован Стефановски
Милован Стефановски (на македонска литературна норма: Милован Стефановски) е северномакедонски разказвач, поет и преводач.

## Биография
Милован Стефановски е роден на 26 август 1952 година в Ресен, тогава във Федеративна народна република Югославия, днес в Северна Македония. Завършва Филологическия факултет на Скопския университет. Работи като журналист във вестниците „Нова Македония“ и „Република“ и в Министерството на информацията на Република Македония. От 1987 до 1991 година преподава македонски език в Крайовския университет и в Истанбулския университет. Член е на Дружеството на писателите на Македония от 1980 година и е бил негов председател.
Носител е на много награди. В 1978 година за книгата „Зид пред безкрая“ („Ѕид пред бескрајот“) печели наградата „Братя Миладиновци“.